# Faustino Bocchi
Pour les articles homonymes, voir Bocchi.
Faustino Bocchi (né le 17 juin 1659 à Brescia, en Lombardie, mort le 21 avril 1741 dans cette même ville), est un peintre italien, qui a été actif à la fin du XVIIe et au début du XVIIIe siècle.

## Biographie
Faustino Bocchi est un peintre italien surtout connu pour ses peintures du genre  bambochade, comportant souvent  des nains.
Ses peintures étaient généralement considérés comme humoristiques ou satiriques, bien que certaines aient des ressemblances avec les accumulations d'objets d'Arcimboldo, tandis que d'autres suggèrent le monde cauchemardesque de Hieronymus Bosch. Cristiani exprime son talent dans la peinture de batailles, luttes, jeux, danses, fêtes, et nains.
Ses peintures ont été très prisées par les collectionneurs bergamasques tels que Giacomo Carrara et Ludovico Ferronati.
Faustino Bocchi aurait été l'élève d'Angelo Everardi (le Fiamminghino ou Fiammenghino).
Enrico Albricci aurait été son élève.

## Œuvres
- Une tête formée par une Bambocciata de pygmées.